# Collegio di Washington and Gateshead South
Washington and Gateshead South è un collegio elettorale situato nella contea di Durham e nel Tyne and Wear, nel Nord Est dell'Inghilterra, e rappresentato alla Camera dei comuni del Parlamento del Regno Unito. Elegge un membro del parlamento con il sistema first-past-the-post, ossia maggioritario a turno unico; l'attuale parlamentare è Sharon Hodgson del Partito Laburista, che rappresenta il collegio dal 2024.

## Estensione
Il collegio comprende i seguenti ward:
- nel borgo metropolitano di Gateshead: Birtley e Lamesley;
- nella città di Sunderland: Castle; Redhill; Washington Central; Washington East; Washington North; Washington South e Washington West.[1]

## Membri del parlamento
| Elezione | Elezione | Deputato       | Partito   |
| -------- | -------- | -------------- | --------- |
|          | 2024     | Sharon Hodgson | Laburista |

## Elezioni

### Elezioni negli anni 2020
| Partito                    | Partito                                      | Candidato                  | Risultati 4 luglio 2024 | Risultati 4 luglio 2024 |
| Partito                    | Partito                                      | Candidato                  | Voti                    | %                       |
| -------------------------- | -------------------------------------------- | -------------------------- | ----------------------- | ----------------------- |
|                            | Laburista                                    | Sharon Hodgson             | 17 682                  | 47,76                   |
|                            | Reform UK                                    | Paul Donaghy               | 10 769                  | 29,09                   |
|                            | Conservatore                                 | Shaun Parsons              | 4 654                   | 12,57                   |
|                            | Verdi                                        | Michal Chantkowski         | 1 687                   | 4,56                    |
|                            | Lib Dem                                      | Ciaran Morrissey           | 1 602                   | 4,33                    |
|                            | Indipendente                                 | Sharon McLafferty          | 627                     | 1,69                    |
|                            |                                              |                            |                         |                         |
| Iscritti                   | Iscritti                                     | Iscritti                   | 70 972                  | 100,00                  |
| ↳ Votanti (% su iscritti)  | ↳ Votanti (% su iscritti)                    | ↳ Votanti (% su iscritti)  | 37 021                  | 52,16                   |
| ↳ Astenuti (% su iscritti) | ↳ Astenuti (% su iscritti)                   | ↳ Astenuti (% su iscritti) | 33 951                  | 47,84                   |
|                            |                                              |                            |                         |                         |
|                            | Esito: collegio a Laburista (nuovo collegio) |                            |                         |                         |